# 小行星1056
小行星1056（1056 Azalea）是一颗围绕太阳公转的小行星。1924年1月31日，卡爾·威廉·萊茵姆特在海德堡发现了此天体。
該小行星以杜鵑花命名。
这颗小行星的绝对星等为11.69等。